# Phagnalon saxatile
 Phagnalon saxatile  (L.) Cass., 1819 è una specie di pianta angiosperma dicotiledone della famiglia delle Asteraceae (sottofamiglia Asteroideae).

## Etimologia
Il nome scientifico della specie è stato definito dai botanici Carl Linnaeus (1707-1778) e Alexandre Henri Gabriel de Cassini (1781-1832) nella pubblicazione " Bulletin des Sciences, par la Société Philomatique" (Bull. Sci. Soc. Philom. Paris 1819: 174) del 1819.

## Descrizione

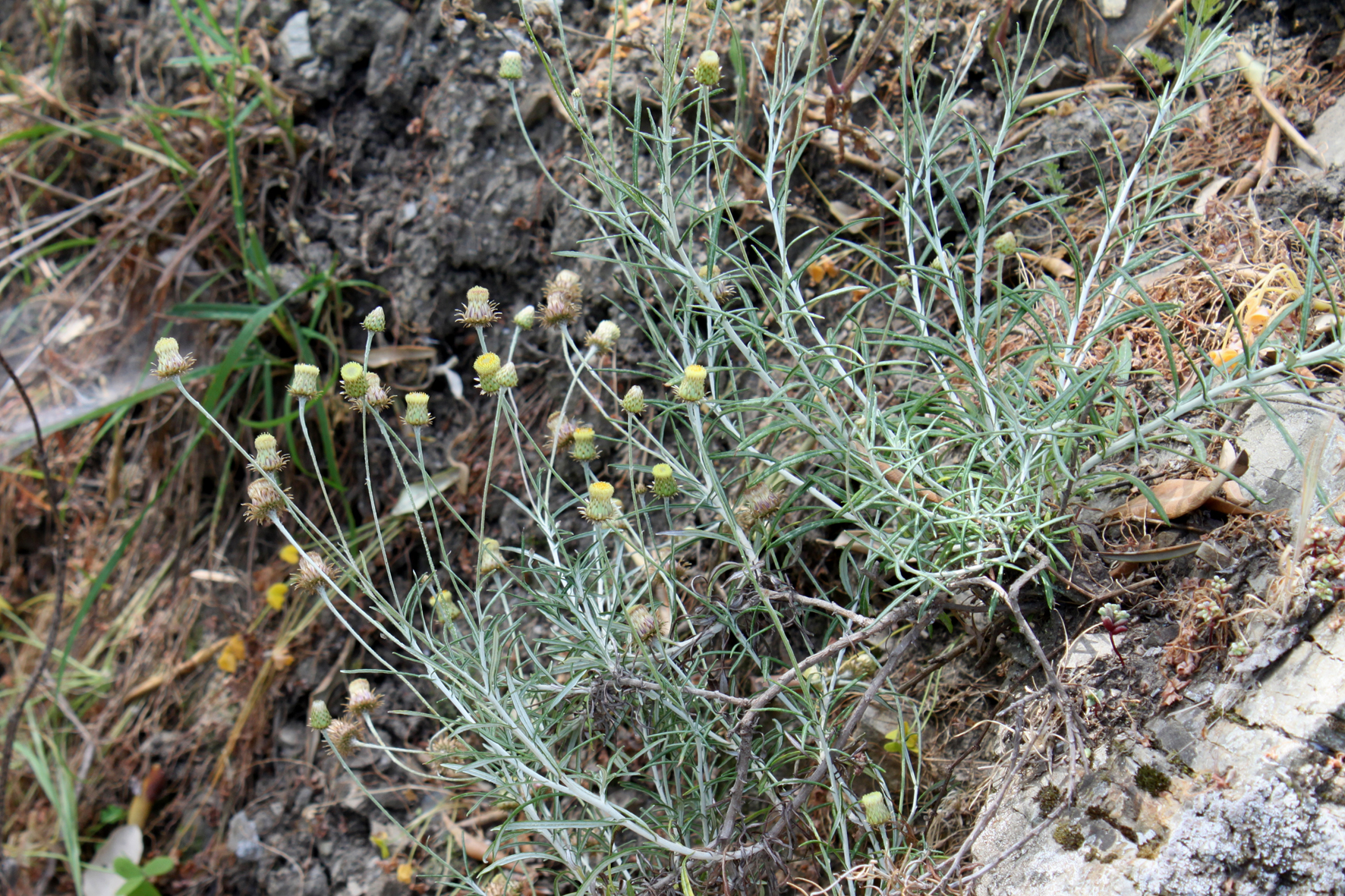
Il portamento

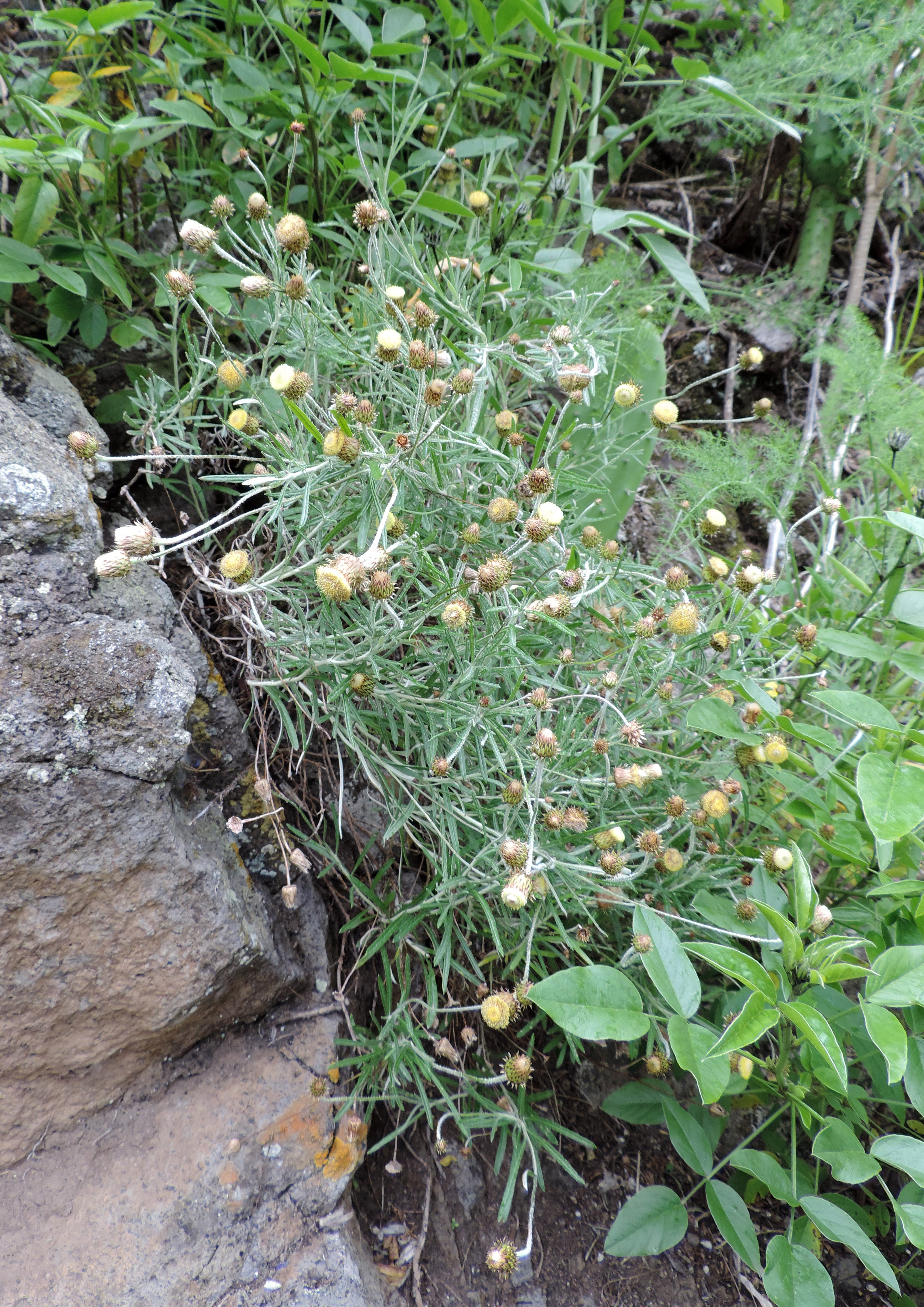
Le foglie

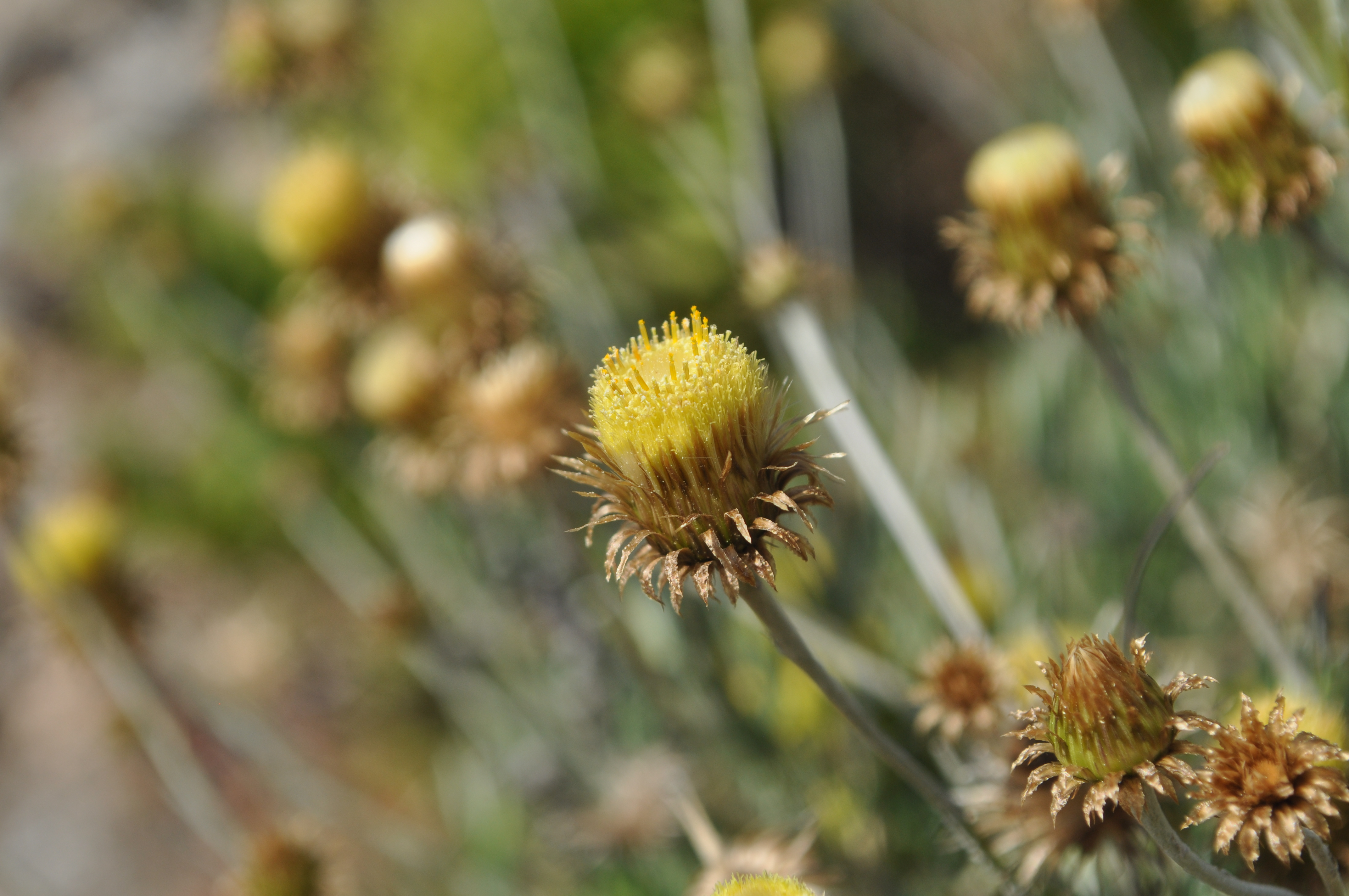
Infiorescenza

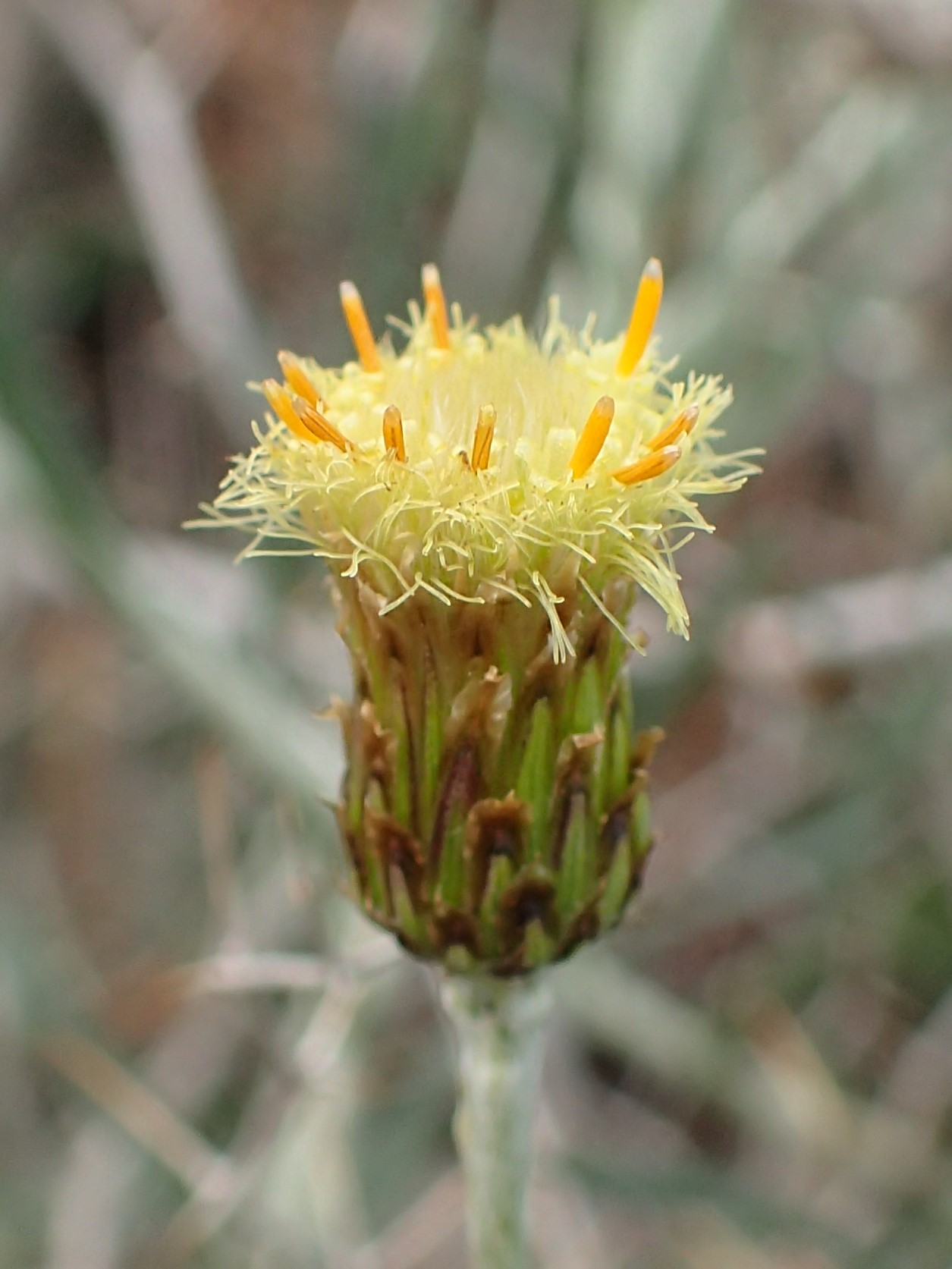
I fiori

Habitus. La specie di questa voce ha un habitus di tipo erbaceo perenne con base legnosa. La forma biologica è camefita suffruticosa (Ch suffr), sono piante perenni e legnose alla base, con gemme svernanti poste ad un'altezza dal suolo tra i 2 ed i 30 cm (le porzioni erbacee seccano annualmente e rimangono in vita soltanto le parti legnose). I cauli di queste piante sono provvisti del floema, ma non di canali resiniferi; mentre i sesquiterpeni lattoni sono normalmente assenti (piante senza lattice).
Fusto. La parte aerea in genere è eretta, semplice o ramosa. Sul fusto è bianco-tomentosa. I rami si presentano ascendenti. Altezza media: 2 - 4 dm.
Foglie. Le foglie in genere sono disposte in modo alternato e sono brevemente picciolate o sessili. La lamina è intera ed ha delle forme lineari; i margini sono interi e ondulati. La superficie è bianco-tomentosa sulla faccia inferiore. Dimensione delle foglie: 2 - 3 x 30 – 50 mm.
Infiorescenza. Le sinflorescenze sono scapose (capolini solitari). Le infiorescenze vere e proprie sono formate da un capolino terminale peduncolato di tipo discoide (con fiori omogami) o disciforme (con fiori eterogami). I capolini sono formati da un involucro, con forme da cilindriche a campanulate, composto da diverse brattee, al cui interno un ricettacolo fa da base ai fiori. Le brattee, glabre o pelose a consistenza cartilaginea o cartacea e con bordi membranosi e ondulati, sono disposte in modo più o meno embricato su più serie e possono essere connate alla base; talora possono avere un margine ialino. Inoltre le brattee superiori sono lesiniformi con apice acuto; quelle inferiori sono lanceolate e ripiegate verso il basso. Il ricettacolo è nudo ossia senza pagliette a protezione della base dei fiori; la forma è piatta. Diametro dei capolini: 1,5 mm. Lunghezza dell'involucro: 7 – 9 mm.
Fiori. I fiori sono tetra-ciclici (formati cioè da 4 verticilli: calice – corolla – androceo – gineceo) e pentameri (calice e corolla formati da 5 elementi). Sono inoltre tubulosi, attinomorfi e si distinguono in:
- fiori del disco esterni: sono molti su 1 – 3 serie; sono femminili e filiformi;
- fiori del disco centrali: sono pochi; sono ermafroditi.

In questo gruppo di piante i fiori radiati (ligulati o del raggio) sono assenti; a volte sono confusi con i fiori femminili (tubulosi) del disco esterno più o meno sub-zigomorfi con un lembo piatto e possono essere interpretati come fiori del raggio.
- Formula fiorale:

*/x K {\displaystyle \infty }, [C (5), A (5)], G 2 (infero), achenio
- Calice: i sepali del calice sono ridotti ad una coroncina di squame.
- Corolla: la forma della corolla normalmente è tubolare con 5 lobi (raramente 4); i lobi hanno una forma deltata o più o meno lanceolata. Il colore della corolla giallastro. Lunghezza dei fiori: 6 – 8 mm.
- Androceo: l'androceo è formato da 5 stami sorretti da filamenti generalmente liberi; gli stami sono connati e formano un manicotto circondante lo stilo; le teche (produttrici del polline) sono prive di sperone; le appendici apicali delle antere hanno delle forme piatte; il tessuto endoteciale (rivestimento interno dell'antera) è quasi sempre polarizzato (con due superfici distinte: una verso l'esterno e una verso l'interno). Il polline è di tipo echinato (con punte sporgenti) a forma sferica è formato inoltre da due strati di ectesine, mentre lo strato basale è spesso e regolarmente perforato (tipo “gnafaloide”).[6]
- Gineceo: l'ovario è infero uniloculare formato da 2 carpelli. Lo stilo (il recettore del polline) è intero o biforcato con due stigmi nella parte apicale. Gli stigmi hanno una ottusa; possono essere ricoperti da minute papille o avere dei penicilli apicali e dorsali. Le superfici stigmatiche sono separate.[6]
- Antesi: da marzo a giugno (agosto).

Frutti. I frutti sono degli acheni con pappo. Gli acheni sono piccoli a forma variabile da ellissoide a turbinata; la superficie è ricoperta di peli doppi allungati; il pericarpo può essere percorso longitudinalmente da 2 – 3 fasci vascolari. Il pappo in genere ridotto, è formato da setole capillari (piumose o barbate) connate in un anello e disposte su una fila. Lunghezza degli acheni: 1 mm. Lunghezza del pappo: 7 – 8 mm.

## Biologia
Impollinazione: l'impollinazione avviene tramite insetti (impollinazione entomogama tramite farfalle diurne e notturne).

Riproduzione: la fecondazione avviene fondamentalmente tramite l'impollinazione dei fiori (vedi sopra).

Dispersione: i semi (gli acheni) cadendo a terra sono successivamente dispersi soprattutto da insetti tipo formiche (disseminazione mirmecoria). In questo tipo di piante avviene anche un altro tipo di dispersione: zoocoria. Infatti gli uncini delle brattee dell'involucro (se presenti) si agganciano ai peli degli animali di passaggio disperdendo così anche su lunghe distanze i semi della pianta. Inoltre per merito del pappo il vento può trasportare i semi anche a distanza di alcuni chilometri (disseminazione anemocora).

## Distribuzione e habitat

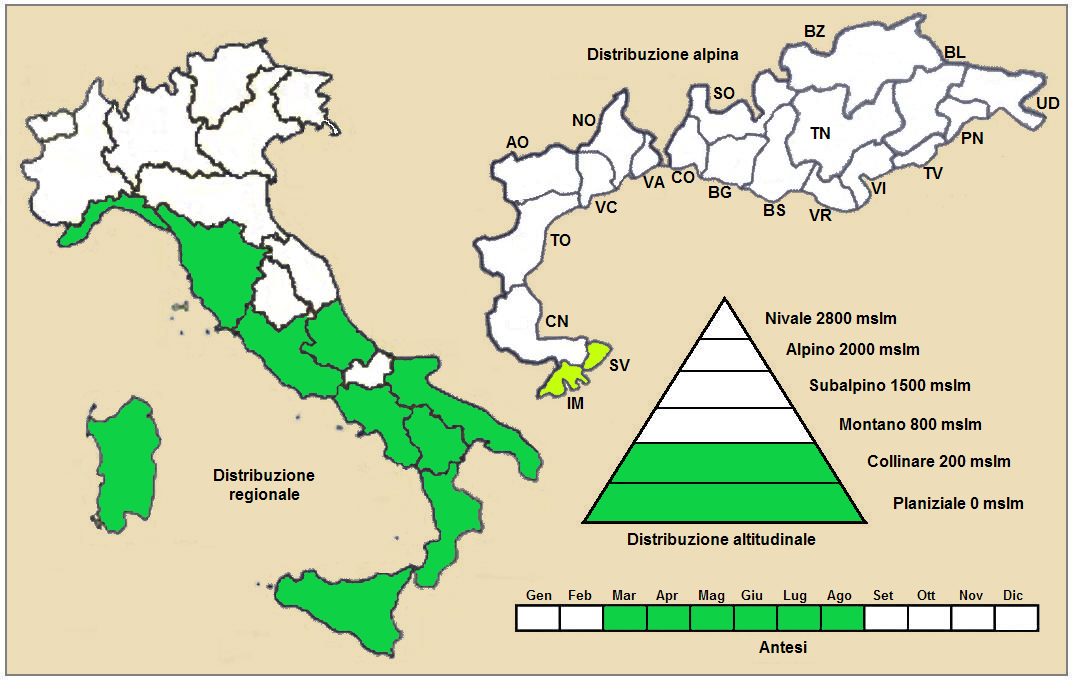
Distribuzione della pianta (Distribuzione regionale – Distribuzione alpina)

Geoelemento: il tipo corologico (area di origine) è Ovest - Mediterraneo.
Distribuzione: in Italia questa specie è rara e si trova soprattutto al Centro e Sud. Fuori dall'Italia, sempre nelle Alpi, questa specie si trova in Francia. Sugli altri rilievi collegati alle Alpi è presente nei Pirenei. Nel resto dell'Europa e dell'areale del Mediterraneo si trova dal Portogallo alla Grecia e nell'Africa mediterranea (escluso l'Egitto).
Habitat: l'habitat preferito per queste piante sono le rupi e i muri. Il substrato preferito è calcareo ma anche siliceo con pH neutro, bassi valori nutrizionali del terreno che deve essere arido.
Distribuzione altitudinale: sui rilievi alpini, in Italia, queste piante si possono trovare fino a 600 m s.l.m.; nelle Alpi frequentano quindi i seguenti piani vegetazionali: collinare oltre a quello planiziale.

### Fitosociologia

#### Areale alpino
Dal punto di vista fitosociologico alpino Phagnalon saxatile appartiene alla seguente comunità vegetale:
Formazione: delle comunità a emicriptofite e camefite delle praterie rase magre secche;
Classe: Lygeo-Stipetea

#### Areale italiano
Per l'areale completo italiano Phagnalon saxatile appartiene alla seguente comunità vegetale:
Macrotipologia: vegetazione casmofitica, glareicola ed epifitica.
Classe: Asplenietea trichomanis (Br.-Bl. in Meier & Br.-Bl. 1934) Oberdorfer, 1977
Ordine: Cheilanthetalia maranto-maderensis" Sáenz de Rivas & Rivas-Martínez, 1979
Alleanza:  Phagnalo saxatilis-Cheilanthion maderensis Loisel, 1970
Descrizione. L'alleanza Phagnalo saxatilis-Cheilanthion maderensis è relativa alle comunità casmofitiche che si sviluppano su superfici rocciose compatte e poco permeabili, in aree ombrose e secche. La cenosi favorisce fortemente l’insediamento di specie vegetali, soprattutto comunità caratterizzate dalla dominanza di piccole felci. Il clima preferito è quello mediterraneo delle Alpi Marittime (ma è distribuita anche nei territori mediterranei della Francia e della penisola Iberica).
Specie presenti nell'associazione: Asplenium obovatum, Cheilanthes maderensis, Phagnalon saxatile, Ceterach officinarum, Umbilicus horizontalis, Cosentinia vellea, Cheilanthes maderensis e Linaria repens.
Altre alleanze e associazioni per questa specie sono:
- Asplenion glandulosi
- Centaureion pentadactylis
- Hyparrhenion hirtae
- Hyparrhenenion hirtae
- Aristido coerulescentis-Hyparrhenenion hirtae

## Tassonomia
La famiglia di appartenenza di questa voce (Asteraceae o Compositae, nomen conservandum) probabilmente originaria del Sud America, è la più numerosa del mondo vegetale, comprende oltre 23.000 specie distribuite su 1.535 generi, oppure 22.750 specie e 1.530 generi secondo altre fonti (una delle checklist più aggiornata elenca fino a 1.679 generi). La famiglia attualmente (2021) è divisa in 16 sottofamiglie; la sottofamiglia Asteroideae è una di queste e rappresenta l'evoluzione più recente di tutta la famiglia.

### Filogenesi
Il genere di questa voce è descritto nella tribù [[Gna
phalieae]] (una delle 21 tribù della sottofamiglia Asteroideae) e in particolare nella sottotribù Relhaniinae. Da un punto di vista filogenetico, la tribù Gnaphalieae fa parte del supergruppo (o sottofamiglia) "Asteroideae grade"; l'altro è il supergruppo "Non-Asteroideae" contenente il resto delle sottofamiglie delle Asteraceae. All'interno del supergruppo è vicina alle tribù Senecioneae, Calenduleae, Astereae e Anthemideae.
La sottotribù Relhaniinae (Relhania Clade) è un gruppo formalmente riconosciuto appartenente alla grande tribù delle Gnaphalieae. Relhaniinae, da un punto di vista filogenetico, è divisa in due cladi; Phagnalon insieme ai generi appartiene al primo clade (tutti generi monofiletici). Phagnalon insieme al genere Pentatrichia formano un "gruppo fratello" con il resto del clade. "Pentatrichia" e "Phagnalon" condividono alcune sinapomorfie, come le lunghe antere caudate e i cuscini cerosi all'esterno dei lobi della corolla.
I caratteri distintivi per la specie  Phagnalon saxatile sono:
- le foglie hanno delle forme lineari (2 - 3 x 30 - 50 mm);
- i capolini sono solitari;
- il bordo delle brattee involucrali è membranoso e ondulato.

Il numero cromosomico della specie è: 2n = 18.

### Variabilità
La variabilità di questa specie si evidenzia nelle foglie più sottili e glabre (Sicilia occidentale). Per questa specie sono riconosciute le seguenti sottospecie:
- Phagnalon saxatile subsp. intermedium (Lag.) Rivas Mart., 2002 - Distribuzione: Spagna.
- Phagnalon saxatile subsp. saxatile - Distribuzione: dal Portogallo alla Grecia e nell'Africa mediterranea (escluso l'Egitto).

### Sinonimi
Sono elencati alcuni sinonimi per questa entità:
- Conyza saxatilis (L.) L.
- Gnaphalium saxatile  L.
- Gnaphalon saxatile  (L.) Lowe

Sinonimi per la sottospecie intermedium
- Conyza intermedia Lag.
- Phagnalon intermedium  (Lag.) Rivas Goday
- Phagnalon intermedium  (Lag.) Pau

Sinonimi per la sottospecie saxatile
- Gnaphalium uniflorum  Mill.
- Phagnalon bennettii  Lowe ex DC.
- Phagnalon lagascae  Cass.
- Phagnalon lepidotum  Pomel
- Phagnalon lowei  DC. ex Lowe
- Phagnalon methanaeum  Hausskn.
- Phagnalon saxatile var. lagascae  (Cass.) P.Fourn.
- Phagnalon subdentatum  Cass.
- Phagnalon viride  R.Uechtr.